# Limnaecia platyscia
Limnaecia platyscia là một loài bướm đêm thuộc họ Cosmopterigidae. Loài này có ở Úc.